# Shigeru Sarusawa
Shigeru Sarusawa (猿沢 茂?, Sarusawa Shigeru; Prefettura di Hiroshima, 30 gennaio 1960) è un ex calciatore giapponese, di ruolo attaccante.

## Carriera

### Club
Ha giocato nella prima divisione giapponese.

### Nazionale
Ha partecipato ai Mondiali Under-20 del 1979.